# Syrinx (Debussy)
Syrinx, L. 129, ist eine impressionistische Komposition für Querflöte solo von Claude Debussy.

## Entstehung und Hintergrund
Debussy komponierte Syrinx im Jahr 1913 explizit für die metallische Böhm-Flöte. Ursprünglich war das Stück unter dem Titel „La Flûte de Pan“ als Schauspielmusik zu Psyché, einem dramatischen Gedicht in drei Akten von Gabriel Mourey, vorgesehen. Die Uraufführung fand am 1. Dezember 1913  im Pariser Theater Louis Mors statt (nach anderen Angaben am 13. Dezember 1913). Solist mit exklusivem Aufführungsrecht war der Flötist und Musikpublizist Louis Fleury, der – gemäß Regieanweisung – auch bei späteren Gelegenheiten fürs Publikum unsichtbar hinter einem Paravent spielte.
Der Titel des Werks bezieht sich auf den in Ovids Metamorphosen überlieferten antiken Verwandlungsmythos der Nymphe Syrinx. Auf der Flucht vor dem sie begehrenden Hirtengott Pan ließ sich Syrinx am Ufer des Flusses Ladon in Arkadien von der Jagdgöttin Diana in Schilfrohr verwandeln. Daraus setzte der um sie trauernde Pan dann eine siebentönige Flöte (die sprichwörtliche „Panflöte“, frz. syrinx) zusammen, auf der er seine Sehnsucht nach ihr beschwor und das Instrument später den Hirten schenkte.

## Zur Musik
Das Werk umfasst 35 Takte und besitzt eine Spieldauer von circa 3 Minuten. Der Tonumfang erstreckt sich von des’ bis fes’’’ und spart somit die hohen Lagen der modernen Querflöte weitgehend aus. Das dynamische Spektrum reicht von mezzoforte bis pianissimo und bedient sich insbesondere der Schwelldynamik (crescendo / diminuendo).

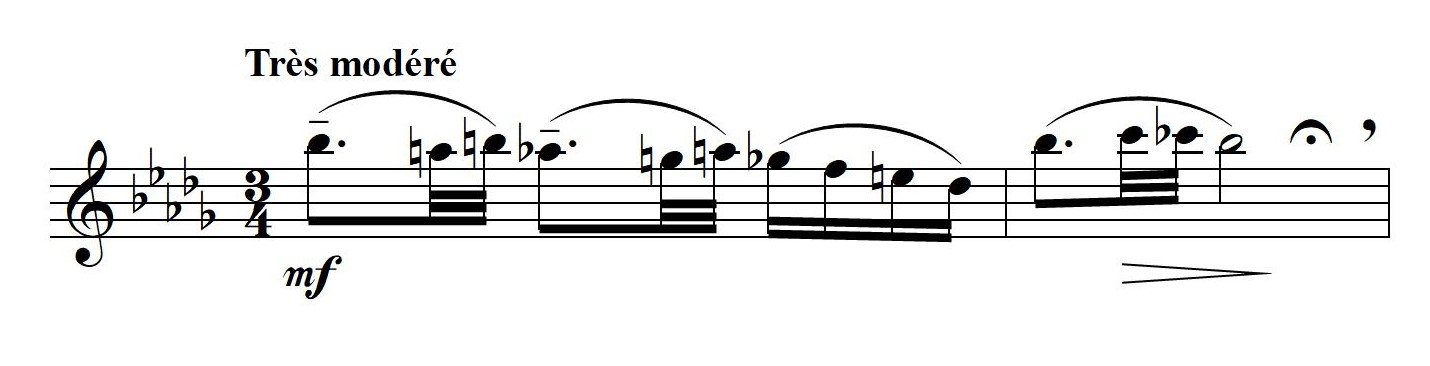
Syrinx (Anfang)

Harmonisch pendelt Debussy zwischen b-Moll und Des-Dur, jedoch ist die Tonart durch das Fehlen von dur-moll-tonalen Kadenzen verschleiert. Melodisch finden sich mehrheitlich exotische Skalen wie z. B. Pentatonik, Chromatik und Ganztonleiter sowie verschiedene Verzierungen und Triller. So endet die Komposition mit einer absteigenden Ganztonleiter zum Grundton.

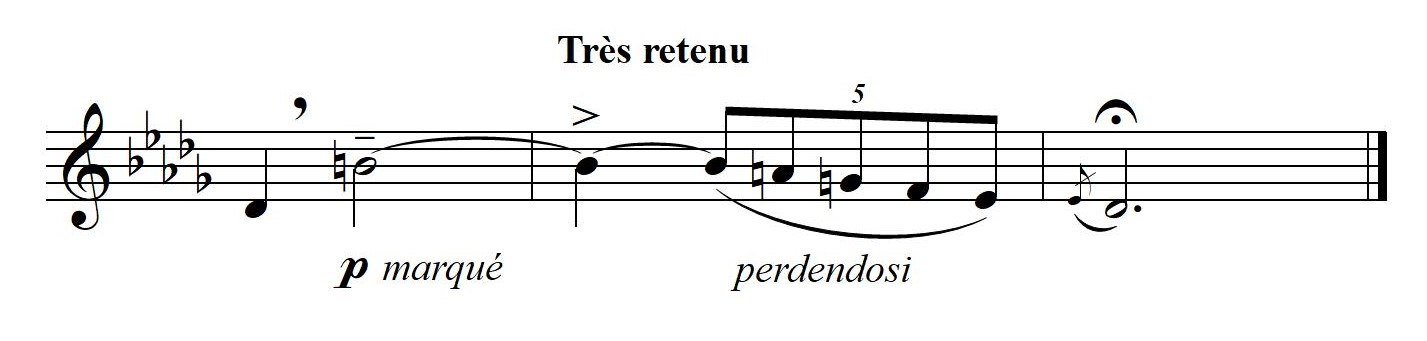
Syrinx (Schluss)

Strukturell handelt es sich um eine dreiteilige Form A-B-A‘ mit Coda.
- Teil A: Takte 1–8: Très modéré (Exposition)
- Teil B: T. 9–25 Un peu mouvementé (Mittelteil, quasi Durchführung)
- Teil A‘: T. 25–30 au Movement, très modéré (variierte Reprise)
- Coda: T. 31–35 En retenant jusqu'à la fin

Das poetische Solostück Syrinx hat sich zu einem der zentralen Standardrepertoirestücke für Flöte solo entwickelt und liegt dementsprechend in zahlreichen Einspielungen vor.